# Rhammura capillicauda
Rhammura capillicauda är en stekelart som beskrevs av Günther Enderlein 1905. Rhammura capillicauda ingår i släktet Rhammura och familjen bracksteklar. Utöver nominatformen finns också underarten R. c. graueri.